# Хэтч, Оррин
Оррин Грант Хэтч  (англ. Orrin Grant Hatch; 22 марта 1934, Хомстед, Пенсильвания — 23 апреля 2022, Солт-Лейк-Сити) — американский политик, сенатор США от штата Юта (1977—2019), член Республиканской партии. Временный председатель Сената США с 3 января 2015 года по 3 января 2019.

## Биография
Родился и вырос в Питтсбурге, Пенсильвания. Сын Джесси и Элен Хэтч. У него восемь братьев и сестёр, двое из которых умерли в младенчестве. Женился на Элейн Хансен 28 августа 1957 года, она родила ему шестерых детей. Был первым членом семьи, получившим высшее образование: в 1959 году он получил степень бакалавра истории в Университете Бриама Янга. В 1962 году Хэтч окончил школу права Питтсбургского университета, а затем работал юристом в Питтсбурге. В 1969 году переехал в Юту, где продолжил заниматься юридической практикой.
В 1976 году Хэтч баллотировался в Сенат от Республиканской партии, его соперником был опытный политик, демократ Фрэнк Мосс, представлявший Юту в верхней палате Конгресса на протяжении восемнадцати лет. Хэтч, участвовавший в выборах впервые, критиковал Мосса за то, что за три шестилетних срока сенатор потерял связь с избирателями. В итоге Хэтч одержал победу, набрав 54 % голосов избирателей против 45 % у своего оппонента. В 1982, 1988, 1994, 2000, 2006 и 2012 годах он успешно переизбирался с большим перевесом. В 1984 году был принят спонсированный Хэтчем Акт о трансплантации органов.
Хэтч и председатель комитета по финансам Макс Бокус поддерживали вступление России в ВТО. Их аргументы сводились к тому, что вступление России в ВТО — подарок для американских фермеров, рабочих и предприятий.
Был одним из кандидатов в президенты США от Республиканской партии в 2000 году, однако проиграл внутрипартийные выборы губернатору Техаса Джорджу Бушу-младшему.
2 января 2018 года Хэтч отказался от переизбрания на восьмой сенатский срок. На его место был избран республиканец Митт Ромни, бывший губернатор Массачусетса и кандидат в президенты на выборах 2012 года.
Умер 23 апреля 2022 года от осложнений после перенесенного инсульта.